# Raffo (Petralia Soprana)
Raffo is een plaats (frazione) in de Italiaanse gemeente Petralia Soprana.